# Souhvězdí Poháru
Pohár je souhvězdí na jižní obloze. Patří mezi antická souhvězdí popsaná Klaudiem Ptolemaiem. Představuje pohár boha Apollóna.

## Významné hvězdy
| Hvězda | Jméno | Hvězdná velikost |
| ------ | ----- | ---------------- |
| α Crt  | Alkes | 4,07m            |
| β Crt  |       | 4,46m            |
| γ Crt  |       | 4,06m            |
| δ Crt  |       | 3,56m            |